# Войцешин (Нижньосілезьке воєводство)
Войцешин (пол. Wojcieszyn) — село в Польщі, у гміні Пельґжимка Злоторийського повіту Нижньосілезького воєводства.
Населення — 546 осіб (2011).
У 1975-1998 роках село належало до Легницького воєводства.

## Демографія
Демографічна структура станом на 31 березня 2011 року:
|          | Загалом | Допрацездатний вік | Працездатний вік | Постпрацездатний вік |
| -------- | ------- | ------------------ | ---------------- | -------------------- |
| Чоловіки | 284     | 54                 | 201              | 29                   |
| Жінки    | 262     | 59                 | 149              | 54                   |
| Разом    | 546     | 113                | 350              | 83                   |